# Seznam nosilcev srebrnega znaka usposobljenosti - vojaški alpinist
Seznam nosilcev srebrnega znaka usposobljenosti - vojaški alpinist.

## Seznam
(datum podelitve - ime)
- 1. junij 2001 - Rafael Kolbl - Boštjan Kostanjšek - Miha Kuhar - Rajko Lotrič - Klemen Medja - Matija Perko - Marko Pogorevc - Bojan Pograjc - Marko Prezelj - Tadej Pušavec - Marjan Ručigaj

- 11. junij 2002 - Miha Larisi - Janez Levec - Bernard Polanec - Matjaž Slapnik